# Wess'Har
Wess'har este o serie de șase romane științifico-fantastice scrise de autorul Karen Traviss. Acțiunea seriei are loc cu câteva sute de ani în viitor și implică contactul omenirii cu o serie de specii extraterestre exotice cu interese și credințe contradictorii, în timp ce personajul central, Shan Frankland, este prins în mijlocul unui viitor conflict.
Toate cele șase romane au fost publicate de către Eos: City of Pearl, Crossing the Line, The World Before, Matriarch și Ally (anterior numităTask Force).  Ultima carte din serie, Judge a fost lansată pe 25 martie 2008. 

## Listă de cărți
- City of Pearl (2004)
- Crossing the Line (2005)
- The World Before (2005)
- Matriarch (2006)
- Ally (formerly Task Force) (2007)
- Judge (2008)

## Listă de rase
- Bezeri: prima apariție în romanul City of Pearl.
- Wess'har: prima apariție în romanul City of Pearl.
- Isenj: prima apariție în romanul City of Pearl.
- Ussissi: prima apariție în romanul City of Pearl.
- Skavu: prima apariție în romanul Ally.
- C'naatat: prima apariție în romanul City of Pearl.